# Esquerra Verda (Països Baixos)
Esquerra Verda (neerlandès: GroenLinks, GL) és un partit polític neerlandès ecologista i d'esquerra. Les línies principals de la seva activitat política se centren en l'ecologisme, la tolerància i la justícia social.
El partit fou fundat el 1990 amb la fusió de quatre partits considerats a l'esquerra del majoritari Partit del Treball: el Partit Comunista dels Països Baixos, el Partit Pacifista Socialista (conegut per les seves sigles PSP, que tenia el seu origen en el moviment pacifista), el Partit Polític dels Radicals, d'orientació ecologista (encara que originàriament era d'orientació cristiana progressista), i el Partit Popular Evangèlic (EVP, també cristià progressista).
Entre els seus principis, GroenLinks es presenta com a hereva de la tradició dels partits d'esquerra amants de la llibertat. Els seus punts més importants són la defensa del medi ambient i la justícia distributiva. Conscient del fet que els recursos naturals són escassos, el partit aspira a una societat en equilibri ecològic, reduint el consumisme dels països occidentals. També aspira a un repartiment just del poder, el coneixement, el treball i els ingressos, tant als Països Baixos com a escala mundial.

## Evolució del logotip

Logo from 1989 to 1994
Current logo
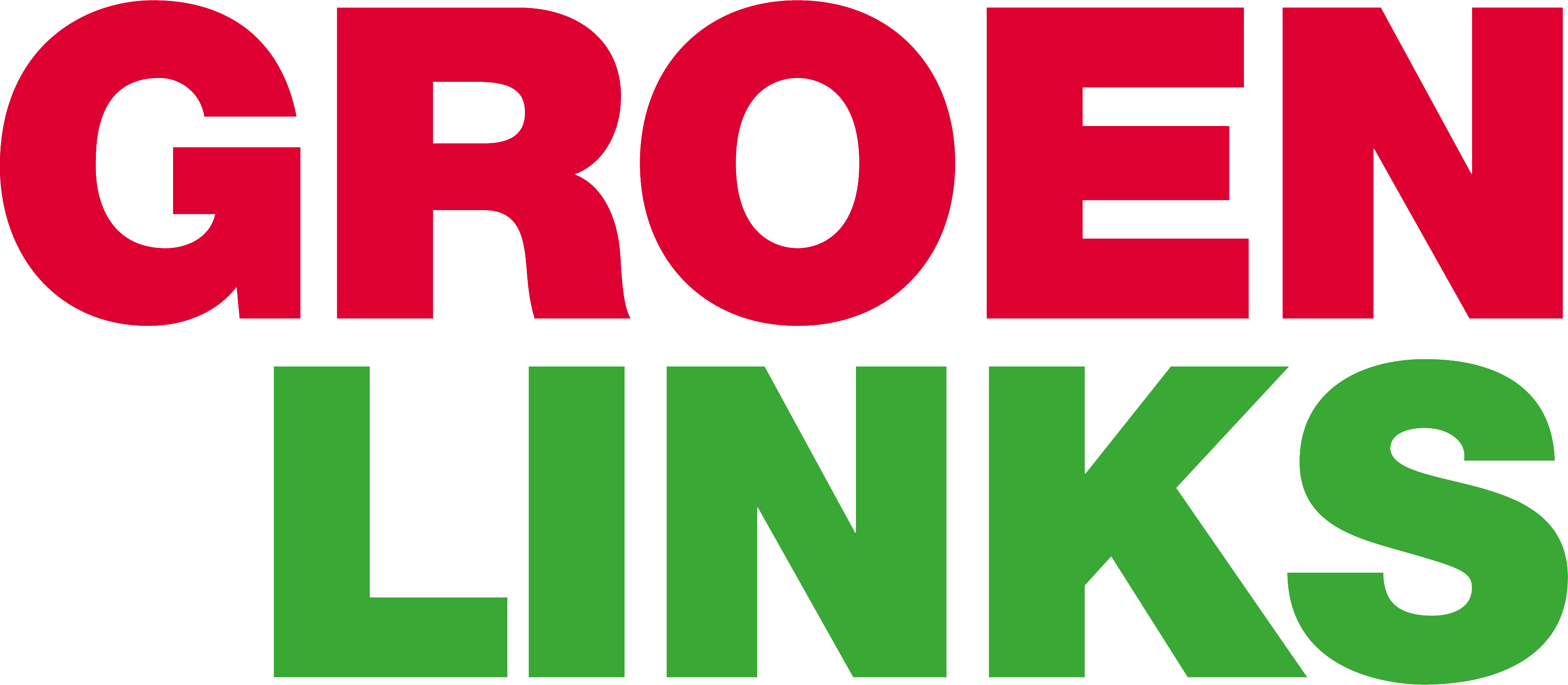
Variant logo

## Resultats electorals

### Cambra de Representants
| Any  | Lider                               | Vots      | %          | Escons   | +/– | Govern   |
| ---- | ----------------------------------- | --------- | ---------- | -------- | --- | -------- |
| 1989 | Ria Beckers                         | 362,304   | 4.1 (#6)   | 6 / 150  | 3   | Oposició |
| 1994 | Ina Brouwer                         | 311,399   | 3.5 (#6)   | 5 / 150  | 1   | Oposició |
| 1998 | Paul Rosenmöller                    | 625,968   | 7.3 (#5)   | 11 / 150 | 6   | Oposició |
| 2002 | Paul Rosenmöller                    | 660,692   | 7.0 (#5)   | 10 / 150 | 1   | Oposició |
| 2003 | Femke Halsema                       | 495,802   | 5.1 (#6)   | 8 / 150  | 2   | Oposició |
| 2006 | Femke Halsema                       | 453,054   | 4.6 (#6)   | 7 / 150  | 1   | Oposició |
| 2010 | Femke Halsema                       | 628,096   | 6.7 (#7)   | 10 / 150 | 3   | Oposició |
| 2012 | Jolande Sap                         | 219,896   | 2.3 (#8)   | 4 / 150  | 6   | Oposició |
| 2017 | Jesse Klaver                        | 959,600   | 9.1 (#5)   | 14 / 150 | 10  | Oposició |
| 2021 | Jesse Klaver                        | 537,584   | 5.2 (#7)   | 8 / 150  | 6   | Oposició |
| 2023 | Frans Timmermans (coalició GL-PvdA) | 1,620,792 | 15.67 (#2) | 25 / 150 | 17  | TDB      |

### Senat
| Any  | Vots | Pes    | %         | Escons | +/– |
| ---- | ---- | ------ | --------- | ------ | --- |
| 1991 |      |        |           | 4 / 75 | 1   |
| 1995 |      |        |           | 4 / 75 | =   |
| 1999 |      |        |           | 8 / 75 | 4   |
| 2003 |      | 10,866 | 6.7 (#4)  | 5 / 75 | 3   |
| 2007 |      | 9,074  | 5.6 (#6)  | 4 / 75 | 1   |
| 2011 |      | 10,757 | 6.5 (#7)  | 5 / 75 | 1   |
| 2015 | 30   | 9,520  | 5.6 (#7)  | 4 / 75 | 1   |
| 2019 | 65   | 19,363 | 11.2 (#4) | 8 / 75 | 4   |
| 2023 | 55   | 17,313 | 9.67 (#3) | 7 / 75 | 1   |

### Parlament Europeu
| Any  | Vots    | %          | Escons | +/– | Notes |
| ---- | ------- | ---------- | ------ | --- | ----- |
| 1994 | 154,362 | 3.74 (#6)  | 1 / 31 | 1   | [ 1 ] |
| 1999 | 419,869 | 11.85 (#4) | 4 / 31 | 3   | [ 2 ] |
| 2004 | 352,201 | 7.39 (#4)  | 2 / 27 | 2   | [ 3 ] |
| 2009 | 404,020 | 8.87 (#6)  | 3 / 25 | 1   | [ 4 ] |
| 2014 | 329,906 | 6.98 (#8)  | 2 / 26 | 1   | [ 5 ] |
| 2019 | 599,283 | 10.90 (#5) | 3 / 26 | 1   | [ 6 ] |